# Battery (энергетический напиток)
Battery — марка энергетических напитков, производимых финской пивоваренной компанией Sinebrychoff. Тонизирующий эффект напитков основан на экстрактах кофе и гуараны, а также на таурине.
Правами на марку Battery и её производством владеет финская компания Oy Sinebrychoff Ab, входящая в состав международного пивоваренного концерна Carlsberg Group. Напиток был выведен на рынок в 1997 году и в лучшие годы продавался более чем в 40 странах мира. В Финляндии Battery стал самым продаваемым энергетическим напитком в 2007 году. Название и визуальная концепция бренда основаны на ассоциации с батарейкой (англ. battery) как источником энергии. Дизайн упаковки имитирует внешний вид батарейки. Слоган напитка — Keeps You Going («Держит тебя в движении»).
Создание энергетика Battery началась в 1996 году в сотрудничестве с рекламным агентством Hasan & Partners, которое в 2016 году вновь стало партнёром Sinebrychoff по продвижению напитка и других брендов компании. В международных рекламных кампаниях Battery участвует шведское дочернее агентство Perfect Fools. В разное время маркетинговые коммуникации бренда также осуществлялись агентствами Lowe Partners и Contra.

## Экспорт
Разработанный в Финляндии энергетический напиток Battery появился на рынке в январе 1997 года, и с самого начала начался его экспорт в другие страны. Уже летом 1997 года продажи начались в Эстонии, Латвии и Литве, а в 1998 году в Норвегии и Швеции. По состоянию на 2016 год напитки под маркой Battery экспортировались в 20 стран, что сделало его самым международным брендом компании Sinebrychoff.  Одним из крупнейших зарубежных рынков сбыта стала Чили: популярность напитка там началась после того, как пара чилийских путешественников, посетивших Хельсинки, начала поставлять его на родину.
В 2011 году была запущена интернет-торговля через фирменный онлайн-магазин, действующий в партнёрстве с платформами Amazon.com и Suomikauppa.fi. Через эти сайты любой желающий мог заказать продукцию Battery с доставкой в любую страну. В зависимости от региона, вкусы и оформление продукции могут варьироваться с учётом культурных особенностей. Например, в Йемене дизайн банки был адаптирован под арабскую культуру: вместо символа плюса используется изображение молнии.